# Cardepia rothei
Cardepia rothei is een vlinder uit de familie van de uilen (Noctuidae). De wetenschappelijke naam van de soort is voor het eerst geldig gepubliceerd in 2014 door Peter Gyulai & Aidas Saldaitis.

## Type
- holotype: "male. 9–12.VI.2013. leg. A. Floriani. Slide No. PGY 3680m"
- instituut: HNHM Budapest, Hongarije
- typelocatie: "China, Xinjiang, W Taklimakan desert, Yarkan He riv. valley, tugay forest, 1140 m, N 39°21.953', E 078°11.639'